# 36773 Tuttlekeane
36773 Tuttlekeane è un asteroide della fascia principale. Scoperto nel 2000, presenta un'orbita caratterizzata da un semiasse maggiore pari a 2,779169 UA e da un'eccentricità di 0,160675, inclinata di 12,286900° rispetto all'eclittica.
Fa parte della famiglia di asteroidi Ino.